# استان یالا

نقشهٔ تایلند و جایگاه استان یالا.

استان یالا یکی از استانهای کشور تایلند است. مساحت آن 4521 کیلومترمربع می‌باشد. جمعیت این استان در سال ۲۰۰۰ بالغ بر ۴۱۵۰۰۰ نفر برآورد شده است .
استان یالا نظر تقسیمات کشوری بخشی از ناحیه جنوب تایلند به حساب می آید. مرکز این استان شهر یالا است.